# Trigonofemora
Trigonofemora is een geslacht van rechtvleugeligen uit de familie doornsprinkhanen (Tetrigidae). De wetenschappelijke naam van dit geslacht is voor het eerst geldig gepubliceerd in 1906 door Hancock.

## Soorten
Het geslacht Trigonofemora  is monotypisch en omvat slechts de volgende soort:
- Trigonofemora fossulatus (Hancock, 1907)